# Phyllocosmus
Genre
Phyllocosmus Klotzsch est un genre de plantes à fleurs de la famille des Ixonanthaceae. Ce sont de petits arbres originaire d'Afrique tropicale.

## Liste d'espèces
Selon Catalogue of Life (7 février 2018) :
- Phyllocosmus africanus Klotzsch
- Phyllocosmus calothyrsus Mildbr.
- Phyllocosmus congolensis Th. & H. Dur.
- Phyllocosmus lemaireanus Th. & H. Dur.
- Phyllocosmus sessiliflorus Oliv.

Selon NCBI (7 février 2018) :
- Phyllocosmus africanus
- Phyllocosmus lemaireanus
- Phyllocosmus sessiliflorus

Selon The Plant List (7 février 2018) :
- Phyllocosmus africanus (Hook.f.) Klotzsch
- Phyllocosmus congolensis (De Wild. & T.Durand) T.Durand & H.Durand
- Phyllocosmus lemaireanus (De Wild. & T.Durand) T.Durand & H.Durand
- Phyllocosmus sessiliflorus Oliv.

Selon Tropicos (7 février 2018) (Attention liste brute contenant possiblement des synonymes) :
- Phyllocosmus africanus (Hook. f.) Klotzsch
- Phyllocosmus calothyrsus Mildbr.
- Phyllocosmus congolensis (De Wild. & T. Durand) T. Durand & H. Durand
- Phyllocosmus lemaireanus (De Wild. & T. Durand) T. Durand & H. Durand
- Phyllocosmus sessiliflorus Oliv.